# أرقطيون كاذب
أرقطيون كاذب (الاسم العلمي: Arctium nothum) هي نوع نباتي يتبع جنس الأرقطيون من فصيلة النجمية.